# Bupropion
A bupropion (INN; amfebutamone, Wellbutrin, Zyban, Elontril) egy atípusos antidepresszáns gyógyszer, amely a noradrenalin és a dopamin visszavételét gátolja az idegsejtekben, valamint nikotinos antagonista is.